# 尚武駅
尚武駅（サンムえき）は、大韓民国光州広域市西区馬勒洞にある光州都市鉄道1号線の駅である。駅番号は(113)。

## 駅構造
- 相対式ホーム2面2線の地下駅。

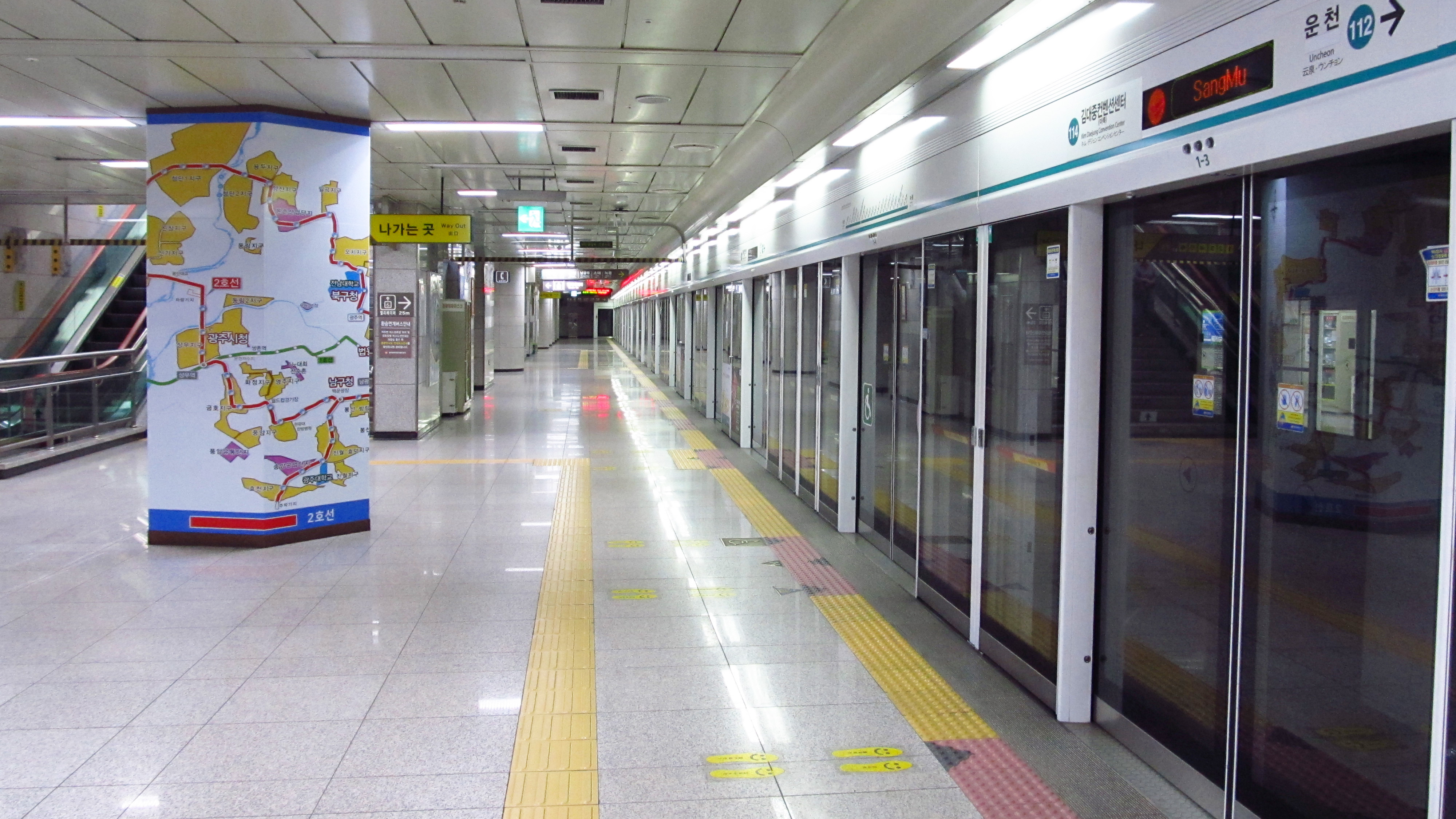
ホーム
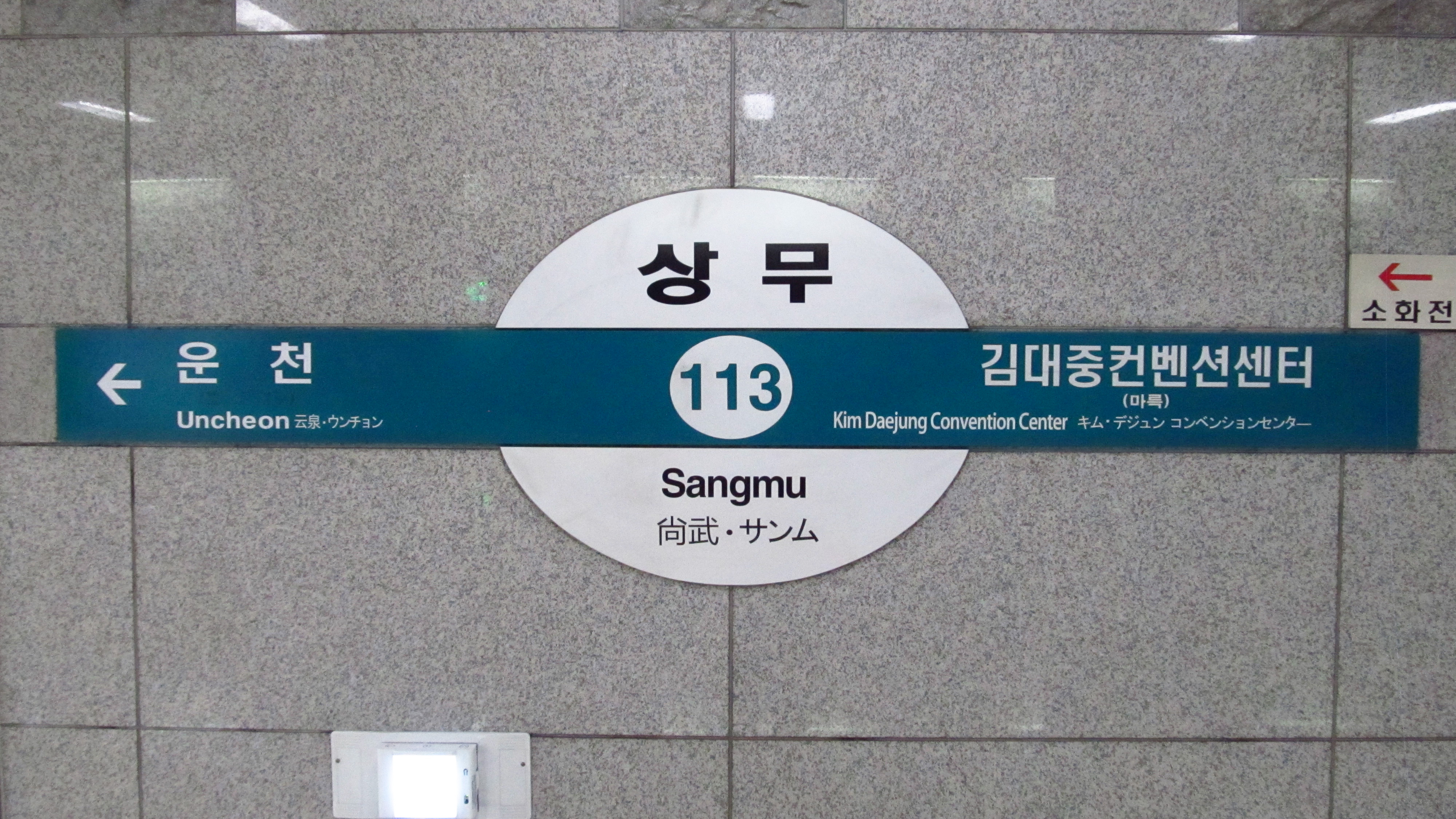
駅名標

## 駅周辺
- 光州交通公社本社
- 光州広域市庁
- セジョンアウトレット
- BBS光州仏教放送
- PBC光州平和放送

## 歴史
- 2004年4月28日 - 開業。
- 2008年4月11日 - 平洞駅まで延伸開業。途中駅となる。

## 隣の駅
光州交通公社
●1号線
雲泉駅 (112) ‐  尚武駅 (113) - 金大中コンベンションセンター駅 (114)